# Margaret Simpson
Margaret Simpson (Krapa, 31 de desembre, 1981) és una atleta de Ghana especialista en heptatló.
Guanyà la medalla de bronze al Campionat del Món d'atletisme de 2005. L'any 2004 fou campionat d'Àfrica i novena als Jocs Olímpics.
La seva millor marca és de 6423 punts, assolida a Götzis el maig de 2005. També destaca la seva marca en llançament de javelina amb 56,36 metres.

## Resultats
| Any  | Competició                     | Seu                      | Resultat | Prova    |
| ---- | ------------------------------ | ------------------------ | -------- | -------- |
| 1999 | Jocs Panafricans               | Johannesburg, Sud-àfrica | 4a       | Heptatló |
| 2002 | Jocs de la Commonwealth        | Manchester, Anglaterra   | 2a       | Heptatló |
| 2002 | Campionat d'Àfrica d'atletisme | Radès, Tunísia           | 1a       | Heptatló |
| 2003 | Jocs Panafricans               | Abuja, Nigèria           | 1a       | Heptatló |
| 2004 | Campionat d'Àfrica d'atletisme | Brazzaville, Congo       | 1a       | Heptatló |
| 2005 | Campionat del Món d'atletisme  | Hèlsinki, Finlàndia      | 3a       | Heptatló |